# Paco Zarzoso
Paco Zarzoso   (Port de Sagunt, 30 de setembre de 1966) és un dramaturg, director i actor valencià.

## Biografia
Nascut a Port de Sagunt, és fill d'un treballador d'una fàbrica i a casa seva no hi havia cap llibre. Es va formar com actor en la companyia valenciana Moma Teatre. Com a dramaturg, es va estrenar amb El afinador de pianos i Un hombre, otro hombre, totes dues amb la companyia Grieta Teatro (1992-1995), que fa fundar amb Cristina García. L'any 1995, va ser cofundador amb la dramaturga Lluïsa Cunillé i l'actriu i directora Lola López de la "Companyia Hongaresa de Teatre", una de les companyies especialitzades en noves dramatúrgies més emblemàtiques de València. De llavors ençà, n'ha estat administrador i codirector artístic. Inicialment, la companyia va néixer per presentar l'obra Intemperie (1995), coescrita per Zarzoso i Cunillé i dirigida per López.
Durant els anys 90 va rebre diferents premis: el Marqués de Bradomín i l'Enrique Llovet per Umbral, el Max Aub per L’altre (traducció al valencià de l'obra Umbral), el Crítica de València per Cocodrilo, l'SGAE de teatre per Mirador i el Ciutat de Barcelona i el Serra d'Or per Ultramarins. L'any 2020, va estrenar al Teatre Principal de València l'obra La casa de les aranyes, una coproducció del Teatre Nacional de Catalunya i de l'Institut Valencià de Cultura. En l'actualitat, coordina el laboratori Insula Dramataria Josep Lluís Sirera per a l’Institut Valencià de Cultura.
Al llarg de la seva carrera, ha estrenat més de 20 obres com a autor en teatres d'arreu d'Espanya i de l'Amèrica Llatina i ha dirigit una quinzena d'espectacles.

## Obra dramàtica[6]
- 1992: El afinador de pianos
- 1996: Umbral
- 1996: Viajeras (amb Lluïsa Cunillé).
- 1997: Valencia
- 1998: Cocodrilo
- 1999: Ultramarinos
- 2002: El hipnotizador
- 2002: Húngaros (amb Lluïsa Cunillé)
- 2003: El páramo donde fue herido de muerte Jorge Manrique
- 2004: Exilio
- 2005: Solo ante el delirio
- 2006: Arbusht
- 2007: Tiempo luego existo
- 2007: Ciudadano Sade
- 2008: El mal de Holanda
- 2009: L’última paraula
- 2010: El alma se serena (amb Lluïsa Cunillé)
- 2013: Hilvanando cielos
- 2014: L'eclipsi[8]
- 2020: La casa de les aranyes
- 2021: El viejo
- 2021: El último Tarzán

## Premis
- 1996: Premi Marqués de Bradomín per Umbral
- 1997: Premi Enrique Llovet per Umbral
- 1998: Premi Ciutat de Barcelona al millor espectacle de l'any per Ultramarins[3]
- 1998: Premi Crítica Serra d'Or de Teatre per Ultramarins[3][6]
- 1998: Premi Crítica de València per Cocodrilo

### Nominacions
- 2000: Premi Butaca al millor text teatral per Ultramarins